# Prestonia premontana
Prestonia premontana är en oleanderväxtart som beskrevs av J.F.Morales. Prestonia premontana ingår i släktet Prestonia och familjen oleanderväxter. Inga underarter finns listade i Catalogue of Life.